# صدایت را ببر بالا
صدایت را ببر بالا یا صدایت را بلند کن (به انگلیسی: Raise Your Voice) فیلمی محصول سال ۲۰۰۴ و به کارگردانی شان مک‌نامارا است. در این فیلم بازیگرانی همچون هیلاری داف، ریتا ویلسون، جیسون ریتر، اولیور جیمز، ربکا د مورنی، جان کوربت، کت دنینگز، لورن سی. می‌هیو، دینا دیویس، جانی لویس، جیمز آوری، شان مک‌نامارا و تری دیز گریس ایفای نقش کرده‌اند.